# Cantaxantina
A Cantaxantina é um pigmento que é utilizado frequentemente na alimentação.
Este pigmento dá uma cor avermelhada aos alimentos. É quimicamente semelhante à zeacriptoxantina, à betaína e à criptoxantina. Todos esses corantes de tons vermelho-alaranjado estão presentes no milho e no caqui, além de em menor quantidade na cenoura, abóbora e manga.
O consumo desta substância, seja através de salmão ou de aves pecuárias, tem efeito sobre a retina, criando depósitos nesta, podendo provocar cegueira. Este tipo de Retinopatia pode ser reversível, caso deixe de haver exposição a Cantaxantina.
Também é usado junto a alimentação de canários de fator vermelho para que suas penas adquiram esta cor.